# Mizgin Ay
Mizgin Ay (Batman, 22 de juny de 2000) és una atleta (velocista) turca, campiona del món juvenil de 2017 de 100 metres llisos. Mizgin Ay és un dels set fills d'una família d'agricultors que pertany a la comunitat kurda de Turquia. Viu a Beypazarı, i és esportista del Fenerbahçe Spor Kulübü.